# Memoirs of the American Mathematical Society
Memoirs of the American Mathematical Society (nach ISO 4 abgekürzt Mem. Am. Math. Soc.) ist eine seit 1950 in englischer Sprache erscheinende mathematische Fachzeitschrift, die von der American Mathematical Society herausgegeben wird und seit 2024 monatlich erscheint (vorher zweimonatlich). Sie veröffentlicht lange Forschungsarbeiten oder Arbeiten in Buchform aus der reinen und der angewandten Mathematik.